# Skarga
Skarga – w znaczeniu ogólnym, wypowiedź, w której ktoś skarży się na coś lub obwinia kogoś o coś. 

## Skarga w polskim postępowaniu administracyjnym (k.p.a.)
Skarga w postępowaniu administracyjnym jest odformalizowanym środkiem kontroli, przysługującym każdemu podmiotowi. Przedmiotem skargi może być w szczególności zaniedbanie lub nienależyte wykonywanie zadań przez właściwe organy albo przez ich pracowników, naruszenie praworządności lub interesów skarżących, a także przewlekłe lub biurokratyczne załatwianie spraw. O tym, które organy są właściwe do rozpatrzenia danych skarg, przesądzają art. 229. kodeksu postępowania administracyjnego oraz przepisy szczególne.

## Skarga w polskim postępowaniu karnym (k.p.k.)
Skarga w postępowaniu karnym stanowi impuls do rozpoczęcia postępowania sądowego (art. 14 §1 k.p.k.). Przysługuje uprawnionemu oskarżycielowi, którym może być; oskarżyciel publiczny, oskarżyciel subsydiarny lub oskarżyciel prywatny. Brak skargi uprawnionego oskarzyciela stanowi negatywną przesłankę procesową z art. 17 §1 pkt. 9 k.p.k. Przykładowe skargi to; akt oskarżenia, wniosek o umorzenie postępowania i zastosowanie środków zabezpieczających, wniosek o warunkowe umorzenie postępowania.